# Miron Chodakowski

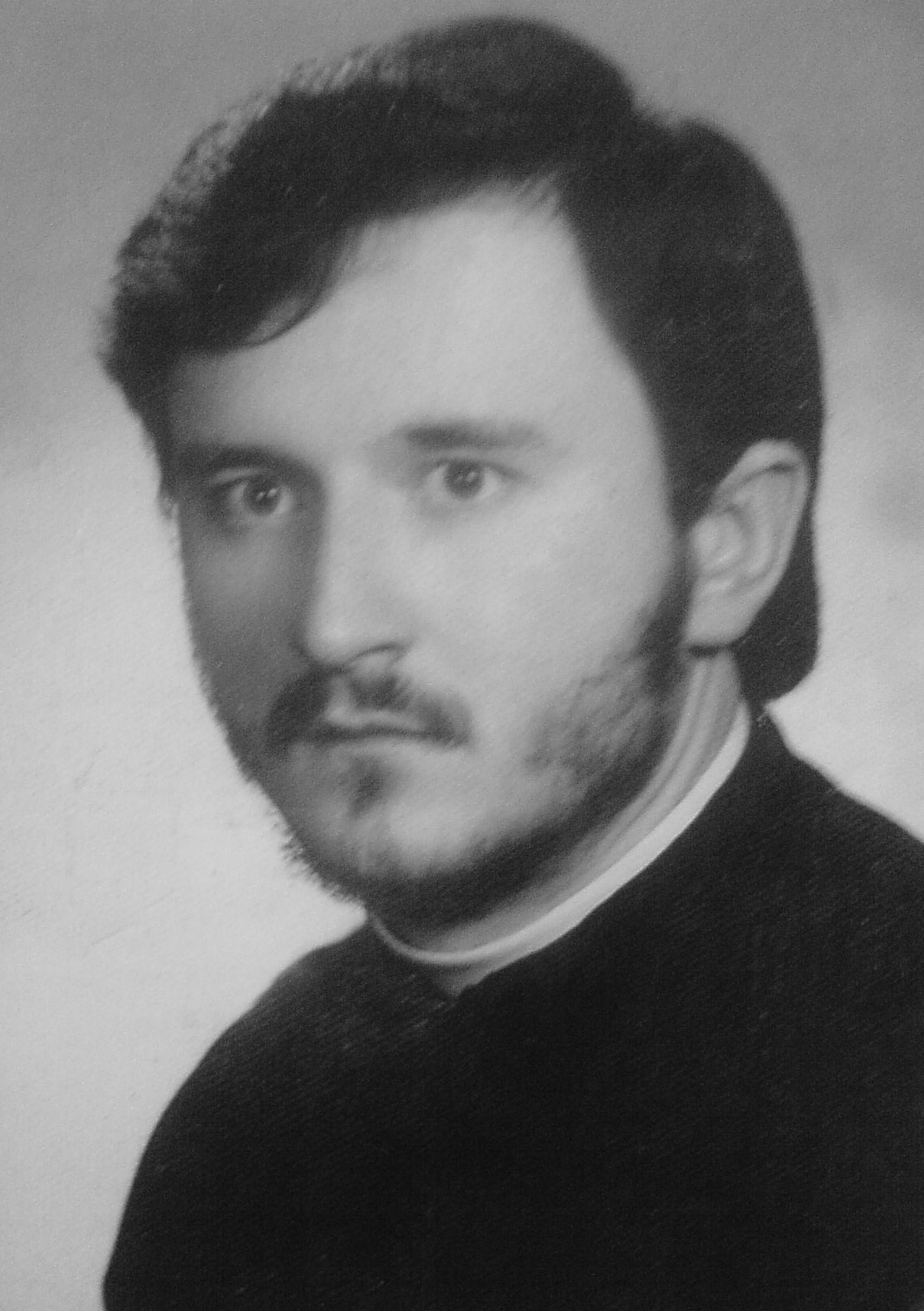
Miron Chodakowski (vor 1979)

Mirosław Miron Chodakowski (* 21. Oktober 1957 in Białystok, Polen; † 10. April 2010 in Smolensk, Russland) war Erzbischof der Polnisch-Orthodoxen Kirche in Polen und Militärordinarius der Polnischen Streitkräfte.

## Leben
Miron Chodakowski trat 1972 in das orthodoxe Priesterseminar in Warschau ein. Nach dem Ende seiner theologischen Ausbildung 1976 studierte er am orthodoxen Kloster in Jabłeczna. Am 17. Dezember 1978 legte er die ersten Gelübde ab. Am 25. Dezember 1978 erfolgte die Diakonsweihe. Nach der Beendigung eines Studiums an der Christlich-Theologischen Akademie (ChAT) empfing er am 15. Februar 1979 die Priesterweihe zum Mönchspriester.
Von 1979 bis 1984 war er im Kloster Onufrego in Jabłeczna tätig und wurde am 25. Juni 1984 dessen Hegumen. Von 1984 bis 1998 engagierte er sich für die Gründung und den Bau des Klosters „Zwiastowanie Najświętszej Maryi Pannie“ in Supraśl. 1990 wurde er mit der Arbeit über 500 Jahre Geschichte des Klosters Maria Verkündigung in Supraśl 1498–1998 (500-lecie Monasteru Zwiastowania NMP w Supraślu 1498–1998 roku) zum Dr. theol. promoviert.
Er war seit 1980 Angehöriger der polnischen Volksarmee und wurde am 15. August 1998 zum Brigadegeneral der Armee Polens ernannt. Der Rat der Bischöfe der orthodoxen-polnischen Kirche erweiterte im April 1990 ihren Rat auf sieben Personen und nahm ihn im Range eines Archimandriten auf. Am 10. Mai 1998 wurde Miron zum Bischof der polnisch-orthodoxen Kirche geweiht und zum Militärbischof bestellt. Am 10. Mai 2008 erfolgte die Ernennung zum Erzbischof.
Am 10. April 2010 gehörte Chodakowski zu einer polnischen Delegation um Staatspräsident Lech Kaczyński, die anlässlich des siebzigsten Jahrestages des Massakers von Katyn zur Gedenkstätte nach Russland reisen sollte. Bei einem Flugunfall der Delegation nahe dem Militärflugplatz Smolensk-Nord kam er jedoch gemeinsam mit weiteren hochrangigen Repräsentanten Polens ums Leben.
Postum wurde Chodakowski am 16. April 2010 das Komturkreuz des Ordens Polonia Restituta (Krzyż Komandorski Orderu Odrodzenia Polski) verliehen.

## Verweise